# De a-prillers
Tom Poes en de a-prillers of kortweg De a-prillers is het 60ste verhaal uit de Bommelsaga, geschreven en getekend door Marten Toonder. Het verhaal verscheen voor het eerst op 2 juni 1954 en liep tot 3 augustus 1954. Centraal staat het idee dat een overdaad aan ontspanning juist weer spanning oplevert.

## Samenvatting
Rik Prillerikker, het nieuwe vriendje van Wammes Waggel, die eerst op het eiland in de rivier de Rommel zat, is aangekomen in Rommeldam en haalt nu allerlei rare streken uit.  Op slot Bommelstein legt Rik het doel van zijn beweging uit: het is volgens hem onvoldoende dat het slechts eenmaal per jaar 1 april is, het zou elke dag 1 april moeten zijn. Vooral heer Bommel merkt de gevolgen daarvan. Het eiland is hun uitvalsbasis. Uiteindelijk laat Tom Poes het eiland onder water zetten, zodat de grappenmakers wel moeten vertrekken.

## Voetnoot
1. ↑  Rik Prillerikker is in alles de tegenpool van De Zwarte Zwadderneel.